# 구마시로 게이토
구마시로 게이토(일본어: 神代 慶人, 2007년 10월 25일~)는 일본의 축구 선수이다.

## 구단 경력
그는 2024년 J2리그의 로아소 구마모토에 입단했다.